# Ataque de Yuen Long em 2019

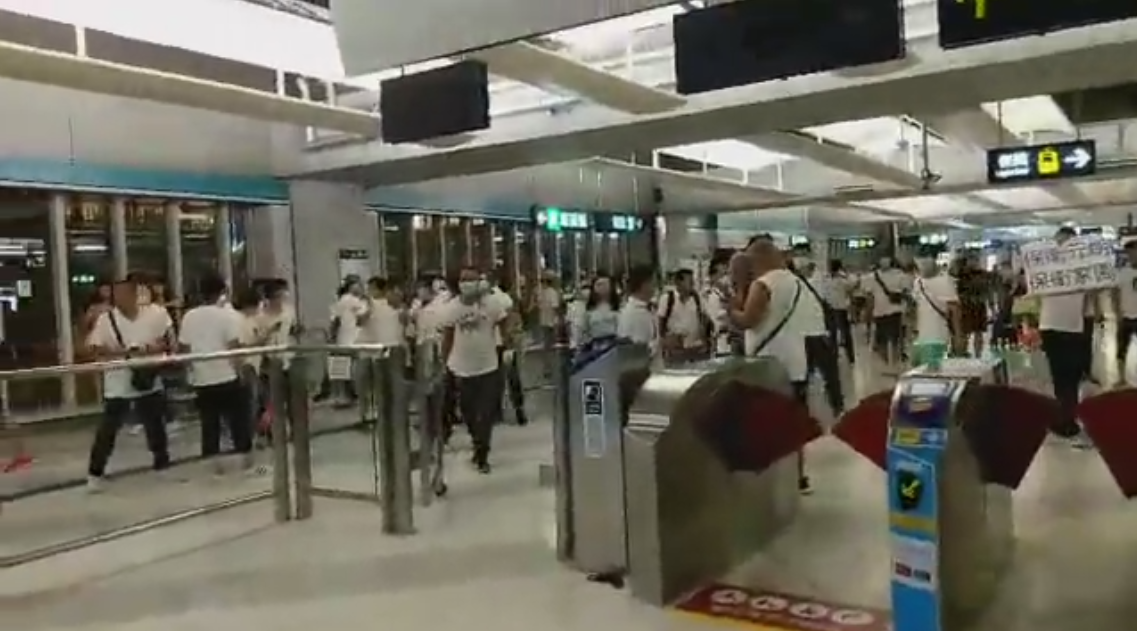
Multidão abrindo o portão no saguão da estação Yuen Long

O ataque de Yuen Long de 2019, também conhecido como incidente 721, ou 721 821, refere-se a um ataque da multidão que ocorreu em Yuen Long, uma cidade nos Novos Territórios de Hong Kong, na noite de 21 de julho de 2019. Ocorreu no contexto dos protestos de Hong Kong de 2019-2020. Uma multidão de indígenas Yuen Long vestidos de branco, alegando proteger Yuen Long contra os manifestantes, invadiu a estação Yuen Long do MTR. e supostamente causou 45 feridos, que incluíam manifestantes que retornavam de uma manifestação em Sheung Wan, na Ilha de Hong Kong, jornalistas e legisladores.
Apesar de mais de 24 000 chamadas para a linha direta de emergência 999, a polícia chegou 39 minutos após os ataques e um minuto depois que a multidão deixou a estação. Cerca de 30 policiais treinados em unidades táticas não policiais foram designados para prontidão na Delegacia de Tuen Mun para contingência. Nenhuma prisão foi feita naquela noite. Pelo menos 45 pessoas ficaram feridas no incidente, incluindo uma mulher grávida suspeita. No entanto, a Autoridade Hospitalar tranquilizou o público de que os departamentos de acidentes e emergências dos hospitais públicos não haviam recebido nenhum caso de mulheres grávidas relacionado ao incidente.
Mais tarde, o governo se distanciou da violência e rejeitou as acusações de que ele ou a polícia tivessem conluio com a multidão. Nos dois anos seguintes, o governo e a polícia comentaram que o público foi enganado a ver os ataques de Yuen Long como um "ataque terrorista indiscriminado unilateral", já que o incidente foi na verdade "iniciado como uma briga de gangues envolvendo um número considerável de participantes de ambos os lados".